# Bothrogonia ferruginea
Bothrogonia ferruginea är en insektsart som beskrevs av Fabricius 1787. Bothrogonia ferruginea ingår i släktet Bothrogonia och familjen dvärgstritar. Inga underarter finns listade i Catalogue of Life.